# Fratelli Bandiera (sous-marin)
Le Fratelli Bandiera est un sous-marin, navire de tête de la classe Bandiera, en service dans la Regia Marina au début des années 1930 et ayant servi pendant la Seconde Guerre mondiale.
Le navire a été nommé en l'honneur des Fratelli Bandiera, Attilio Bandiera (1810-1844) et Emilio Bandiera (1819-1844) sont des patriotes italiens, sujets autrichiens.

## Caractéristiques
La classe Bandiera était une version améliorée et élargie des précédents sous-marins de la classe Pisani. Ils déplaçaient 940 tonnes en surface et 1 097 tonnes en immersion. Les sous-marins mesuraient 69,8 mètres de long, avaient une largeur de 7,3 mètres et un tirant d'eau de 5,26 mètres. Ils avaient une profondeur de plongée opérationnelle de 90 mètres. Leur équipage comptait 53 officiers et soldats.
Pour la navigation de surface, les sous-marins étaient propulsés par deux moteurs diesel FIAT de 1 500 chevaux (1 119 kW), chacun entraînant un arbre d'hélice. En immersion, chaque hélice était entraînée par un moteur électrique Savigliano de 650 chevaux-vapeur (485 kW). Ils pouvaient atteindre 15 noeuds (28 km/h) en surface et 8,2 noeuds (15,2 km/h) sous l'eau. En surface, la classe Bandiera avait une autonomie de 4 750 milles marins (8 800 km) à 8,5 noeuds en surface et 60 milles nautiques (110 km) à 4 nœuds (7,4 km/h) en plongée.
Les sous-marins étaient armés de huit tubes lance-torpilles de 53,3 centimètres (21 pouces), quatre à la proue et quatre à la poupe, pour lesquels ils transportaient au total 12 torpilles. Ils étaient également armés d'un seul canon de pont 102/35 Model 1914 à l'avant de la tour de contrôle (kiosque) pour le combat en surface. Leur armement anti-aérien consistait en deux mitrailleuses Breda Model 1931 de 13,2 mm,.

## Construction et mise en service
Le Fratelli Bandiera est construit par le chantier naval Cantieri Riuniti dell'Adriatico (CRDA) de Monfalcone en Italie, et mis sur cale le 11 février 1928. Il est lancé le 7 août 1929 et est achevé et mis en service le 2 juin 1930. Il est commissionné le même jour dans la Regia Marina.

## Historique
Après son achèvement, le Fratelli Bandiera est affecté (avec les trois navires-jumeaux (sister ships)) à la VIe Escadrille de sous-marins de croisière moyenne, basée à Tarente.
En 1932, le VIe Escadron devient le VIIe Escadron et en 1934, il redevient le VIe Escadron, bien que son quartier général ait été déplacé à Naples.
Le 23 décembre 1934, dans le port de Naples, un des moteurs diesel du sous-marin, qui était en train de s'enflammer, explose, tuant un homme (le chef mécanicien en second Lorenzo Bettini, mort de brûlures peu après l'explosion) et en blessant neuf (ou onze) autres,.
Dans les derniers mois de 1935, il déménage à Tobrouk, et l'année suivante, il est déployé à Massawa.
De retour en Italie au printemps 1938, il est basé à Messine, au sein du XXXIIe Escadron de sous-marins (qui deviendra plus tard le XXXIVe).
Lorsque l'Italie est entrée dans la Seconde Guerre mondiale, il est surtout employé dans le secteur secondaire.
En juin 1940, sous les ordres du lieutenant de vaisseau (tenente di vascello) Renato Palella, il est envoyé au large des côtes espagnoles. Le 19 juin, dans la soirée, il aperçoit un transport armé à une vingtaine de milles nautiques (37 km) au large du cap Palos et l'attaque avec une torpille, qui manque la cible,.
Le 21 octobre de la même année, il a repéré (sous le commandement du lieutenant de vaisseau Pietro Prosperini) deux destroyers naviguant près de la Crète, mais alors qu'il était en train d'attaquer, il est détecté et bombardé de grenades sous-marines, mais en sort indemne,.
En novembre, il est envoyé, avec quatre autres sous-marins, à environ 90 milles nautiques (167 km) au sud/sud-est de Malte, pour contrer l'opération britannique "Coat" (avec divers objectifs, dont l'envoi de navires de guerre de Gibraltar à Alexandrie, de convois à Malte et en Grèce, une attaque aérienne de torpilles contre Tarente et une attaque sur des convois italiens dans le Bas Adriatique). Cependant, il revient sans avoir vu de navires ennemis.
Il est ensuite utilisé dans plusieurs missions offensives dans la zone centrale de la Méditerranée, toutes sans résultat.
Entre le 21 et le 22 juillet 1941, il part de Trapani et est envoyé au sud de Pantelleria, avec trois autres sous-marins, pour contrer l'opération britannique "Substance" (envoi d'un convoi à Malte). Il repère le convoi britannique et la Force H et lance le signal de découverte, mais ne parvient pas à les attaquer,.
Entre fin juillet et début août, il est à nouveau envoyé entre Pantelleria et Malte pour contrer une autre opération de ravitaillement maltaise, le "Style", mais ne parvient pas à repérer les unités britanniques.
Le 27 août 1941 (avec le lieutenant de vaisseau Carlo Forni comme commandant), il lance deux torpilles contre un navire marchand au large de Ras Mustafà (Tunisie) et ouvre ensuite le feu avec son canon de pont, mais le navire évite les tirs et s'échappe car il est plus rapide,. Le sous-marin subit la perte de deux hommes (le sergent Antonio Colucci et le marin Giovanni Pinasio).
En septembre 1941, il est envoyé au sud-ouest de la côte sarde dans le cadre de l'opération britannique "Halberd" (il s'agit d'une opération de ravitaillement pour Malte, mais les dirigeants de la marine italienne pensaient qu'il pouvait s'agir d'une mission offensive contre la côte italienne).
Le 15 avril 1942, alors trop épuisé par le service de guerre - 22 missions offensives-exploratoires et 17 missions de transfert, pour un total de 15 976 milles nautiques (29 587 km) de navigation en surface et 1 899 milles nautiques (3 516 km) en immersion - pour avoir un autre emploi de guerre, il est affecté à l'école de sous-marins de Pula.
Il est ensuite employé à l'entraînement, effectuant, jusqu'au 1er septembre 1943, 140 missions de ce type auxquelles s'ajoutent diverses patrouilles défensives contre d'éventuelles attaques de sous-marins, dans le nord de la mer Adriatique,.
Le 7 septembre 1943, dans le cadre du "Plan Zeta" pour contrer l'imminent débarquement anglo-américain à Salerne, il est déployé en embuscade dans la mer Ionienne (dans une zone située entre les Pouilles, la Sicile et la Calabre).
À l'annonce de l'armistice du 8 septembre 1943 (armistice de Cassibile), il retourne à Tarente, d'où il part le matin du 12 septembre avec les sous-marins Atropo et Jalea et le destroyer Riboty pour se rendre aux Alliés à Malte, où il arrive le lendemain, dans l'après-midi. Le 13 octobre, il quitte l'île avec 14 autres sous-marins pour retourner en Italie.
Il participe ensuite aux exercices anti-sous-marins alliés, basés d'abord à Tarente puis, à partir de novembre 1944, à Haïfa et plus tard à Alexandrie.
Désarmée à Brindisi à la fin de la guerre, il est radié de la liste de la Marine le 1er février 1948, puis mis au rebut,.